# Wire Train Bus
Der Wire Train Bus (WTB) ist ein Feldbus für die Datenkommunikation zwischen den einzelnen Schienenfahrzeugen eines Zuges. Er ist dabei Teil des Train Communication Network (TCN).

## Entstehungsgeschichte

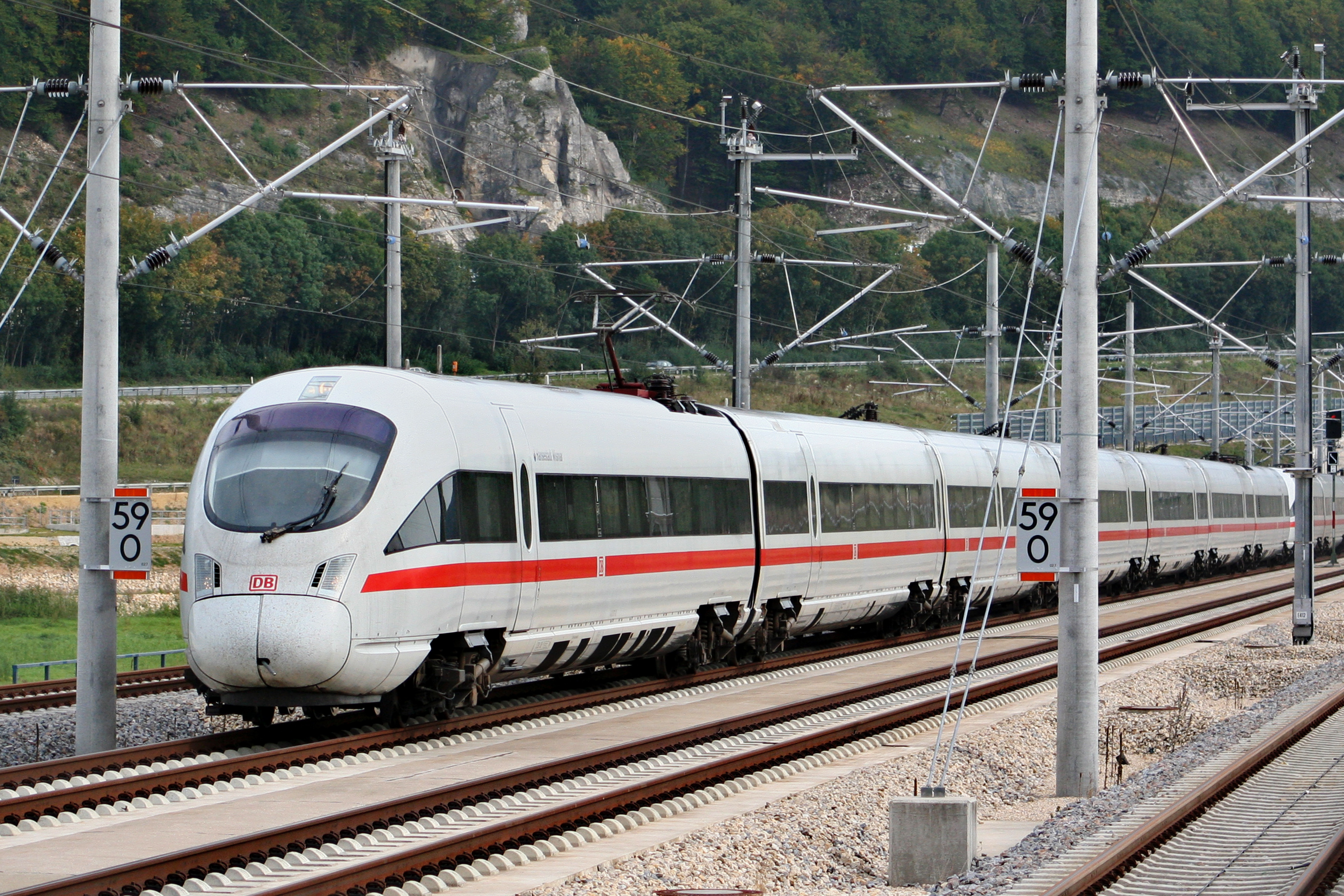
ICE-T Doppelzug mit WTB

Bei der Eisenbahn werden zur Steigerung der Produktivität des rollenden Materials zunehmend Triebzüge und Wendezüge eingesetzt, im Güterverkehr Doppeltraktion statt Vorspannbetrieb, wodurch die zweite Lokomotive nicht mit einem Triebfahrzeugführer besetzt sein muss. Auch in Eisenbahnfahrzeugen werden immer mehr rechnergesteuerte Komponenten eingesetzt, die untereinander in Verbindung stehen. Das sind unter anderem die Heizung und Klimaanlage, der Bordnetzumrichter und die geschlossenen Toilettenanlagen. Moderne Schienenfahrzeuge stellen daher erhöhte Anforderungen an die Informationsübertragung, welche mit den bis dahin üblichen Punkt-zu-Punkt-Verbindungen nicht mehr abgedeckt werden konnten.
Zur Sicherstellung der Interoperabilität der einzelnen Fahrzeuge im internationalen Verkehr und der Austauschbarkeit von Komponenten untereinander erarbeitete in den 1990er Jahren der Internationale Eisenbahnverband (UIC) zusammen mit der Internationalen Elektrotechnischen Kommission (IEC) in Genf einen Standard zum Datenaustausch zwischen den Fahrzeugen eines Zuges und innerhalb von Fahrzeugen. Dieser erstmals 1999 als internationale Norm IEC 61375 publizierte Standard definiert den Train Communication Network-Feldbus. Als Teil des Train Communication Networks wurde der WTB entwickelt.
Das parallel entwickelte UIC-Merkblatt 556 stellt hierbei das Bindeglied zwischen den Funktionen der technischen Anwendungen und dem Train Communication Network dar.

## Anwendung

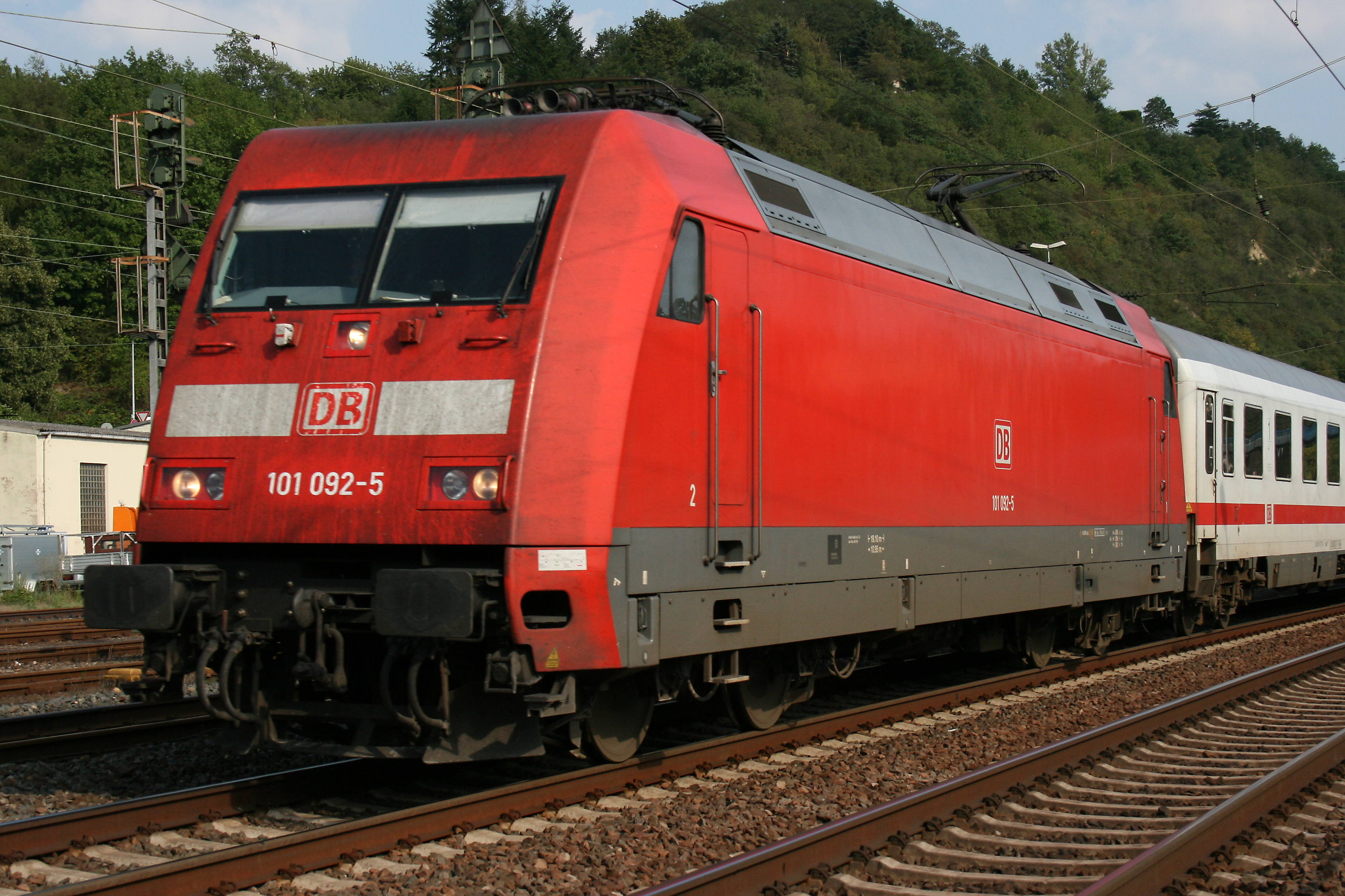
Lok der Baureihe 101 mit WTB-IC

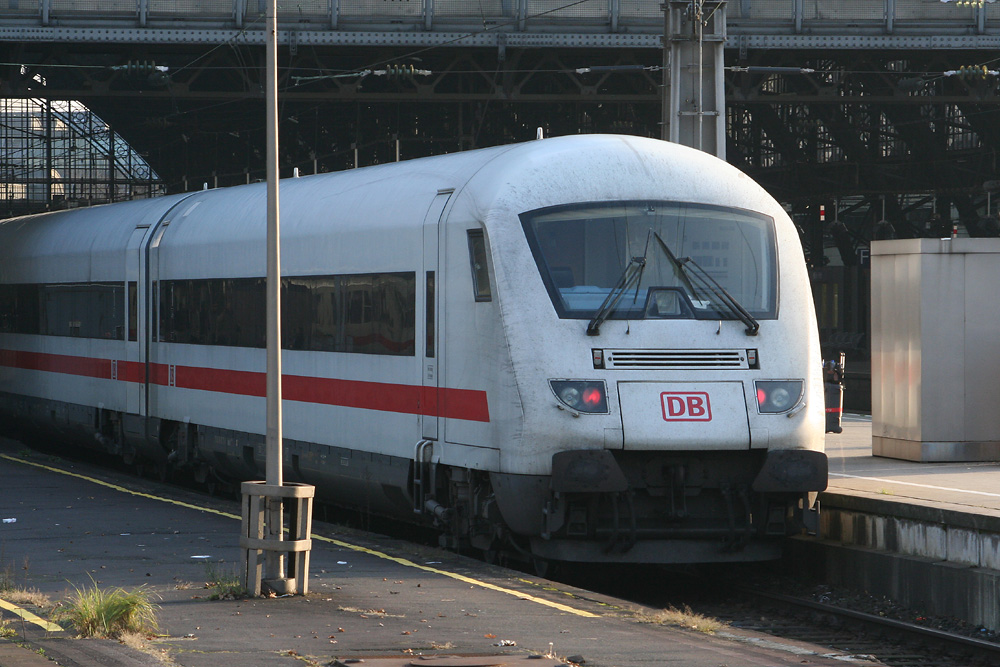
MET Steuerwagen mit WTB

Der WTB ist in vielen modernen Eisenbahnfahrzeugen eingebaut, insbesondere wenn diese über eine automatische Kupplung verfügen. In Deutschland ist er z. B. in den Triebzügen ICE 3, ICE-T, ICE-TD, Baureihe 423, Baureihen 640–644, aber auch bei Straßenbahnen (Stadtbahn Stuttgart) im Einsatz. Er dient in mehrteiligen Triebwagenzügen der Kommunikation zwischen den Triebzugeinheiten (z. B. den Halbzügen beim ICE 3). Innerhalb einer Triebzugeinheit bindet dagegen der Multifunction Vehicle Bus (MVB) die einzelnen rechnergesteuerten Komponenten an die Zentralsteuergeräte (ZSG) an.
Lokbespannte Züge mit WTB gibt es in Deutschland seit Inbetriebnahme des Metropolitan Express Train (MET). Die MET-Wagenzüge sowie vier Lokomotiven der Baureihe 101 wurden mit dem WTB-MET ausgestattet. Die ICE L sind mit WTB-ÖBB ausgestattet.
Die Version WTB-IC für Intercity-Züge wurde bei den DB AG-Lokomotiven der Baureihe 101 in der Ausführung „S“, später auch in der Ausführung „E“ für das Fahrgastinformationssystem (FIS) und die seitenselektive Türsteuerung nachgerüstet.
Bei Fahrzeugen, die nicht in festen Zugverbänden laufen, wird für den WTB meist die 18-polige doppelt gekuppelte UIC-Leitung verwendet. Die Adernpaare 17 und 18 dienen dabei der WTB-Signalübertragung zwischen den Fahrzeugen.
Diese Anwendungsform wird in der Schweiz bei Pendelzügen mit Lokomotiven der Baureihe Re 460 und EW-IV-, EC- oder IC2000-Wagenmaterial verwendet.

## Technische Parameter
Der Wire Train Bus kann elektrisch per Twisted Pair oder optisch per Glasfaser vermittelt werden. Die Standardausführung per UIC-Verbinder hat eine Shielded-Twisted-Pair-Verkabelung. Physisch wird eine digitale RS-485 Übertragung mit 1 Mbit/s Datenrate verwendet. Die Kodierung erfolgt per Manchester-II-Kanalcode und HDLC-Blocksicherung. Maximal können 32 Knoten auf einer Länge von maximal 860 Metern (ohne Repeater) verbunden werden. Der Aufbau mit maximal 1024 bit Nutzdaten je Telegramm erlaubt Antwortzeiten von typisch 100 µs.

## Telegrammstruktur
Informationen, welche mithilfe des Wire Train Bus übertragen werden, werden in zwei verschiedene Telegramm-Typen verpackt:
- R-Telegramme: regelmäßige Telegramme, die alle 100 ms von einem Fahrzeug an alle anderen gesendet werden.
- E-Telegramme: ereignisorientierte Telegramme werden einmalig aufgrund eines auslösenden Ereignisses übertragen. Sie können sowohl im bilateralen Verkehr zwischen zwei Zugbusteilnehmer oder an mehrere bzw. alle Zugbusteilnehmer gesendet werden.

Das UIC-Merkblatt 556 legt den Inhalt der Telegramme fest. Zusätzlich wird aber auch die Möglichkeit geboten, in einem nationalen Freiraum Informationen zu übertragen. Diese Möglichkeit wird beim ÖBB-Fernsteuerkonzept genutzt.
Die Protokollvariante nach dem Fernsteuerkonzept der Österreichischen Bundesbahnen (kurz ÖBB-WTB) wird mittlerweile auch in Fahrzeugen für Bahnunternehmen in Deutschland, Niederlande und Belgien eingesetzt. Nach anfänglichen Problemen ist ÖBB-WTB seit dem Jahr 2004 auch für den Betrieb von Wendezug-Doppelgarnituren mit 2 Lokomotiven und 2 Steuerwagen geeignet.